# Joaquín Martínez
Pour les articles homonymes, voir Martinez.
Ne pas confondre avec le joueur de football argentin Joaquim Martínez (né en 1950).
Joaquín Martínez, né le 5 novembre 1930 sur l'île de Cozumel (État de Quintana Roo, Mexique) et mort le 3 janvier 2012 à Everdingen (province d'Utrecht, Pays-Bas), est un acteur américain d'origine mexicaine.

## Biographie
Né mexicain, Joaquín Martínez s'installe vers la fin des années 1960 aux États-Unis, où il mène une grande partie de sa carrière. Au cinéma, il contribue à vingt-huit films, le premier (mexicain) étant Tlayucan de Luis Alcoriza (1962, avec Andrés Soler). Parmi ses films suivants, on compte entre autres les westerns américains L'Homme sauvage de Robert Mulligan (1968, avec Gregory Peck et Eva Marie Saint), Jeremiah Johnson de Sydney Pollack (1972 avec Robert Redford), Fureur apache de Robert Aldrich (1972, avec Bruce Davison et Burt Lancaster) et Joe Kidd de John Sturges (1972, avec Clint Eastwood et Robert Duvall).
Ultérieurement, mentionnons encore Les Guerriers de l'enfer de Karel Reisz (1978, avec Nick Nolte et Tuesday Weld), La Maison aux esprits de Bille August (coproduction dano-germano-portugais, 1993, avec Meryl Streep et Glenn Close) et Meurs un autre jour de Lee Tamahori (son avant-dernier film, américano-britannique, 2002, avec Pierce Brosnan et Halle Berry). Retiré ensuite aux Pays-Bas — où il meurt à 81 ans, début 2012 —, il y tourne son dernier film (néerlandais), sorti en 2005.
À la télévision américaine, Joaquín Martínez apparaît dans trente-deux séries (notamment de western) entre 1967 et 2000, dont Le Grand Chaparral (quatre épisodes, 1967-1970), Bonanza (trois épisodes, 1968-1971) et la mini-série La Conquête de l'Ouest (un épisode, 1979) et La Cinquième Dimension (un épisode, 1985). 
S'ajoutent huit téléfilms de 1972 à 1991, dont L'Appel de la forêt de Jerry Jameson (1976, avec John Beck et Bernard Fresson).

## Filmographie partielle

### Cinéma

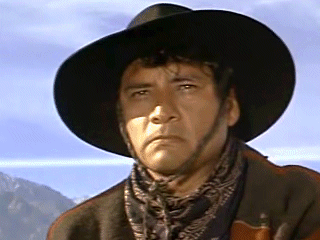
Dans Joe Kidd (1972)

- 1962 : Tlayucan de Luis Alcoriza : un ami d'Eufemio
- 1968 : L'Homme sauvage (The Stalking Moon) de Robert Mulligan : Julio
- 1972 : Jeremiah Johnson de Sydney Pollack : Chemise Rouge
- 1972 : Joe Kidd de John Sturges : Manolo
- 1972 : Fureur apache (Ulzana's Raid) de Robert Aldrich : le chef apache Ulzana
- 1973 : Complot à Dallas (Executive Action) de David Miller : Art Mendoza
- 1975 : He Is My Brother d'Edward Dmytryk : The Kahuna
- 1978 : Les Guerriers de l'enfer (Who'll Stop the Rain) de Karel Reisz : Angel
- 1984 : Flashpoint de William Tannen : Pedroza
- 1990 : Vengeance (Revenge) de Tony Scott : Mauro
- 1993 : La Maison aux esprits (Dasgeisterhaus) de Bille August : Segundo
- 1994 : Deux cow-boys à New York (The Cowboy Way) de Gregg Champion (en) : Nacho Salazar
- 1998 : Drôle de couple 2 (The Odd Couple II) d'Howard Deutch : le chauffeur de camion
- 2002 : Meurs un autre jour (Die Another Day) de Lee Tamahori : le vieil homme à la fabrique de cigares

### Télévision

#### Séries
- 1967-1970 : Le Grand Chaparral (The High Chaparral)
  - Saison 1, épisode 3 The Ghost of Chaparral (1967) de William F. Claxton : Little Cloud
  - Saison 2, épisode 6 The Promise Land (1968 : Innocente) de Joseph Pevney et épisode 12 A Way of Justice (1968 : Luis) de Joseph Pevney
  - Saison 4, épisode 3 Only the Bad Come to Sonora (1970) : Peon
- 1968-1971 : Bonanza
  - Saison 10, épisode 10 Les Tambours de la discorde (The Sound of Drums, 1968) : Red Sky
  - Saison 11, épisode 24 Decision at Los Robles (1970) de Michael Landon : Sanchez
  - Saison 13, épisode 11 Prise d'otages (The Rattlesnake Brigade, 1971) : Chavez
- 1969 : Mission impossible (Mission: Impossible), saison 4, épisode 1 Le Code (The Code) de Stuart Hagmann : un garde
- 1969-1970 : Les Aventuriers du Far West (Death Valley Days)
  - Saison 17, épisode 19 Angel of Tombstone (1969) de Jack Hively : un mexicain
  - Saison 18, épisode 17 A Saint of Travelers (1970 : Blue Feather) de Jack Hively et épisode 22 A Gift from Father Tapis (1970 : Joaquin) de Jean Yarbrough
- 1969-1973 : L'Homme de fer (Ironside)
  - Saison 2, épisode 14 L'Énigme du tableau (In Search of an Artist, 1969) d'Abner Biberman : Juan Sanroma
  - Saison 7, épisode 7 L'Agence de placement (The Helping Hand, 1973) de Jerry Jameson : Pedro Reyes
- 1970 : Gunsmoke ou Police des plaines (Gunsmoke ou Marshal Dillon), saison 15, épisode 26 The Cage de Bernard McEveety : Pepe
- 1970 : Dan August, saison unique, épisode 2 The Murder of a Small Town d'Harvey Hart : Carlos Ortega
- 1970 : Docteur Marcus Welby (Marcus Welby, M.D.), saison 2, épisode 4 Epidemic de Daniel Petrie : Dr Ramirez
- 1971 : Opération Danger (Alias Smith and Jones), saison 1, épisode 13 Journey from San Juan de Jeffrey Hayden : Carlos
- 1971 : Cannon, saison 1, épisode 16 Plan de vol (Flight Plan) de Richard Donner : Mada
- 1972 : The Bold Ones: The New Doctors, saison 3, épisode 8 Moments of Crisis : Joe Perez
- 1974 : Mannix, saison 8, épisode 10 Le Soleil du désert (Desert Sun) d'Arnold Laven : Harry White Eagle
- 1977-1981 : Quincy (Quincy, M.E.)
  - Saison 3, épisode 5 Death Casts a Vote (1977) de Ron Satlof : Beto Cruz
  - Saison 6, épisode 7 By Their Faith (1981) de Ron Satlof : Père Dominguez
- 1979 : Colorado (mini-série), épisode 10 Le Vent de la fortune (The Winds of Fortune) : Capitaine Salcedo
- 1979 : La Conquête de l'Ouest (How the West Was Won, mini-série), saison 2, épisode 11 Les Marchands d'esclaves (The Slavers) de Joseph Pevney : Amando Perez
- 1982 : Frank, chasseur de fauves (Bring 'Em Back Alive), saison unique, épisode 6 Le Seigneur de la guerre (The Warlord) de Bob Sweeney : Tonar
- 1985 : La Cinquième Dimension (The New Twilight Zone), saison 1, épisode 3a Le Guérisseur (Healer) : Duende
- 1986 : Dynastie (Dynasty)
  - Saison 6, épisode 29 L'Engrenage (The Rescue) : un cadre de la prison
  - Saison 7, épisode 6 Romance : un cadre de la prison
- 1987 : La Malédiction du loup-garou (Werewolf), saison unique, épisode 17 Chasse au loup (Wolfhunt) : Morales
- 1989 : La Loi de Los Angeles (L.A. Law), saison 3, épisode 18 Musique de chambre (Urine Trouble Now) : Oscar Montoya
- 1990 : L'Équipée du Poney Express (The Young Riders), saison 2, épisode 5 Préjugés et Fiertés (Pride and Prejudice) de Joseph L. Scanlan : le chef sioux Running Bear
- 1993 : Bienvenue en Alaska (Northern Exposure), saison 4, épisode 16 Vent de mauvais augure (Ill Wind) : Enrique Lopez

#### Téléfilms
- 1972 : Los Bravos de Ted Post : Santanta
- 1976 : L'Appel de la forêt (The Call of the Wild) de Jerry Jameson : Manuel
- 1977 : The City d'Harvey Hart : Rafael Diaz
- 1978 : Ishi: The Last of His Tribe de Robert Ellis Miller : le grand-père
- 1988 : Stones for Ibarra  de Jack Gold : The Cura